# Ucieczka nawigatora
Ucieczka nawigatora (ang. Flight of the Navigator) – amerykański film fabularny z 1986 roku, swoista hybryda filmu przygodowego, familijnego, fantastyki naukowej i horroru.

## Główne role
- Joey Cramer − David Freeman
- Paul Reubens − Max (głos)
- Veronica Cartwright − Helen Freeman
- Cliff De Young − Bill Freeman
- Sarah Jessica Parker − Carolyn McAdams
- Matt Adler − Jeff (16 lat)
- Howard Hesseman − dr. Faraday
- Robert Small − Troy
- Albie Whitaker − Jeff (8 lat)
- Jonathan Sanger − dr. Carr
- Iris Acker − pani Howard
- Richard Liberty − pan Howard
- Raymond Forchion − detektyw Banks

## Fabuła
David Freeman jest zwykłym amerykańskim chłopcem. Pewnego wieczora rodzice posyłają go po brata do pobliskiego lasu. Podczas poszukiwań David wpada do urwiska. Po przebudzeniu szybko wraca do domu. Na miejscu stwierdza, że mieszkają w nim inni ludzie. Wezwana policja odwozi chłopca do rodziców. Okazuje się, że pobyt w lesie trwał osiem lat. Naukowcy zabierają Davida do ośrodka. Tam wykres fal radiowych mózgu dostarcza ciekawych informacji. Naukowcy odkrywają, że chłopiec mógł być porwany przez UFO. W międzyczasie David odbiera tajemnicze wołanie o pomoc. Podając się za robota, trafia do lotniska. W hangarze znajduje się statek kosmiczny. Chłopak odbywa niesamowitą podróż statkiem, gdyż „obcy” stracił informacje potrzebne do powrotu wskutek awarii spowodowanej... zapatrzeniem się w stokrotkę. Informacje znajdują się w mózgu „nawigatora” (tak nazywa Davida przybysz). Po zeskanowaniu jego myśli, obcy przyjmuje imię Max i zaczyna się zachowywać bardziej po ludzku...

## Nagrody i nominacje
Nagrody Saturn 1986
- Najlepszy film SF (nominacja)
- Najlepsza reżyseria − Randal Kleiser (nominacja)
- Najlepsza rola młodego aktora − Joey Cramer (nominacja)